# Melissiodon
Il melissiodonte (gen. Melissiodon) è un roditore estinto appartenente ai cricetidi. Visse tra l'Oligocene superiore e il Miocene inferiore (tra 28 e 20 milioni di anni fa) e i suoi resti fossili sono stati ritrovati in Europa. 

## Descrizione
Questo animale era molto simile agli odierni criceti, e le dimensioni dovevano essere paragonabili ai più grandi membri attuali della famiglia. Molti altri cricetidi oligocenici (come Heterocricetodon, Paracricetodon e Adelomyarion)  svilupparono denti molariformi di tipo complesso, con le cuspidi unite da creste, ma Melissiodon portò questo tipo di dentatura all'estremo: le cuspidi dei molari erano trasformate in creste con nuove connessioni fra di loro. 

## Classificazione
Melissiodon fa parte di una radiazione evolutiva di cricetidi che si sviluppò nel corso dell'Oligocene, dando origine a forme via via più specializzate. Mentre le numerose forme oligoceniche si estinsero alla fine del periodo, lasciando in sostanza uno spazio stratigrafico vuoto nella documentazione fossile del gruppo (il cosiddetto Cricetum vacuum), Melissiodon si estinse solo nel Miocene inferiore. I cricetidi riapparvero nelle faune europee solo alcuni milioni di anni dopo, con alcune forme provenienti dall'Asia e dalle caratteristiche dentarie diverse (come Cricetodon).

## Paleobiologia
La bizzarra dentatura di Melissiodon richiama quella di alcuni scoiattoli volanti attuali, che si cibano di foglie che trovano sugli alberi. Si suppone quindi che Melissiodon fosse un criceto arboricolo con una dieta composta soprattutto da foglie. 